# ダブルタップ
『ダブルタップ』（原題: 鎗王、英題: Double Tap）は、2000年の香港映画である。2010年には続編の『トリプルタップ』が公開された。

## ストーリー
ピストル射撃では香港一の名手と謳われたリックは、IPSC競技で行われる2発の弾を連射するダブルタップ射撃で、ほぼ同じ位置に命中させる神業とも呼べる高度なテクニックの持ち主であった。現在は競技の世界から退き、競技用カスタムガンのガンスミス業をなりわいとして、恋人のコリーンと静かに暮らしていたが、ふとしたきっかけで再びIPSCの射撃大会に出場、決勝まで勝ち進む。決勝当日、香港警察No.1の腕前を持つ特捜刑事ミウとの最終試合が今まさに行われようとした時に、株取引に失敗し自暴自棄となったミウの同僚刑事であるユーが会場に乱入する。守衛を撃ち、会場の人達に向かって銃を乱射し始める。次々と犠牲者が増える中、ミウはユーに銃口を向けつつも躊躇し撃てず、遂にはトリガーから指を離してしまう。しかし、今まさにユーがコリーン達を撃とうとしていたその時、リックは躊躇なくダブルタップで正確に2発の銃弾を頭部に命中させ、ユーを射殺してしまう。人命救助のための正当防衛として、この出来事は処理されるも、この瞬間リックの表情が変わり、彼の心の中で何かが切り替わっていた。3年後、ホテルの一室で汚職事件の証人と護衛の刑事たち3人の死体が発見されるという事件が発生。遺体の弾痕を調べると、犯人が正確に短い間隔で2発の銃弾を命中させており、高度なダブルタップのテクニックを持つと判明。CID（犯罪捜査局）の幹部となっていたミュウは、その見覚えのある弾痕により、リックを容疑者として絞り込み捜査を開始する。実はリックは3年前の出来事を切っ掛けに人間を撃つ快楽に憑りつかれ、狂気の道を歩んでいたのであった。警察の捜査に対し、遂に射撃クラブへと逃走、自分の競技ピストルと装備を装着し、駆け付けた警察官たちをその圧倒的な射撃スキルで撃ち倒し逃亡を続ける。その後もリックの警察に対して挑戦を続け、ミウ達も同じく競技用のカスタムガンを装備して、リックの凶行を止めるべく立ち向かうのであった。

## キャスト
※括弧内は日本語吹替
- リック - レスリー・チャン（井上和彦）
- ミウ - アレックス・フォン（田中正彦）
- コリーン - ルビー・ウォン（本田貴子）
- エレン - モニカ・チャン（山崎美貴）
- ヴィンセント - ヴィンセント・コク（遠藤純一）
- ヤン - フォン・ピン（秋元羊介）
- ユー - アレクサンダー・チャン（斎藤志郎）

## スタッフ
- 製作 - ジョー・チェン
- 監督 - ロー・チーリョン
- 音楽 - ピーター・カム
- 脚本 - ロー・チーリョン、ヤン・シンリン、ヤン・チンハン、クラレンス・リー
- 原案・制作 - イー・トンシン